# 泄
泄（？—？），姒姓，名泄，又作洩，是中國夏朝第十任君主。前任君主芒的兒子，後任君主不降及扃的父亲。按《竹書紀年》，泄在位至少21年，《帝王世紀》稱在位十六年。